# جلقمة
جلقمة قرية سوريّة تتبع إداريّاً لمحافظة حلب منطقة عفرين ناحية راجو، بلغ تعداد سكانها 172 نسمة حسب التعداد السكاني لعام 2004.